# Dorothee Schlegel

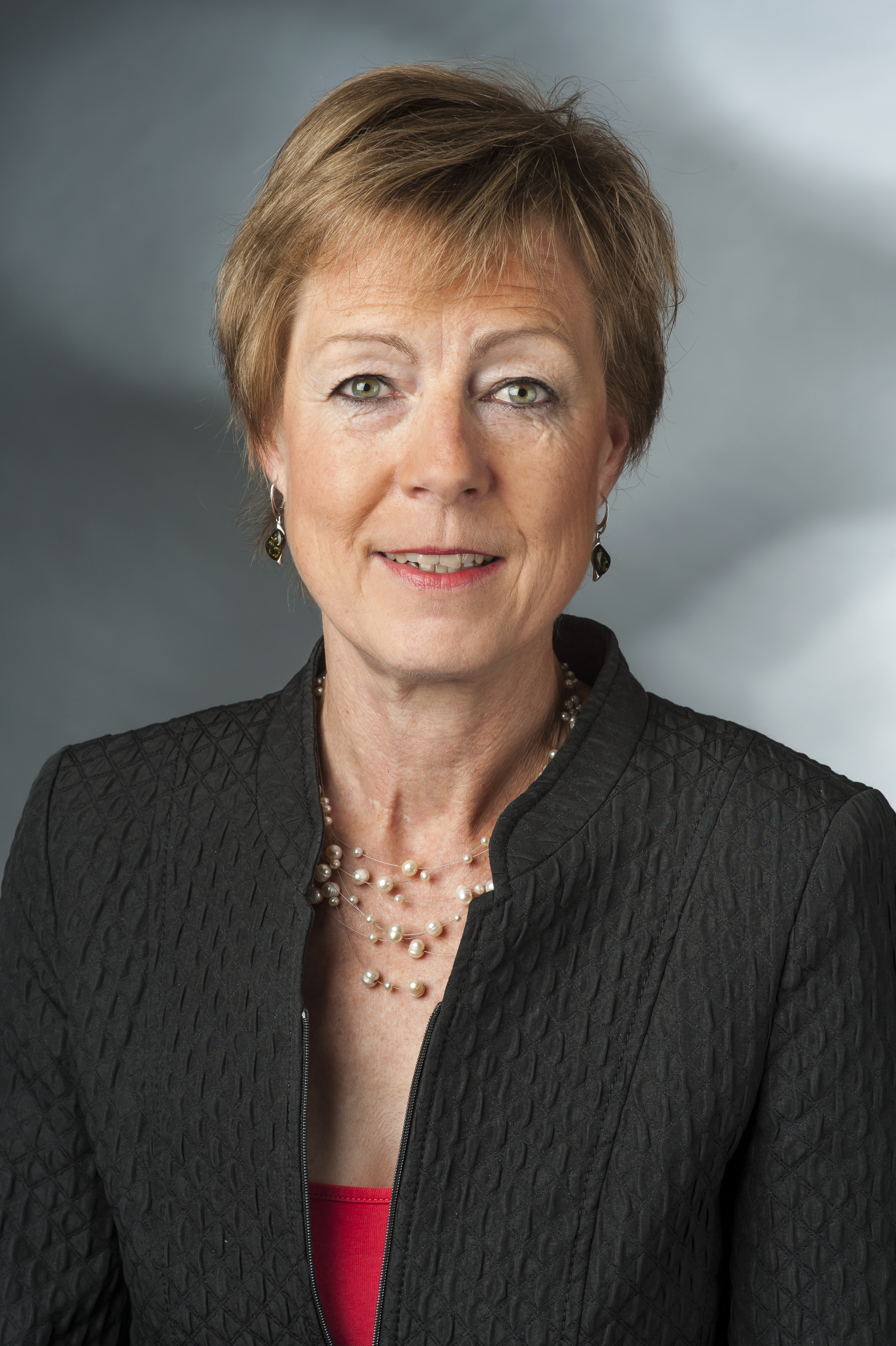
Dorothee Schlegel (2014)

Dorothee Schlegel (* 27. April 1959 in Rommelshausen (heute Ortsteil von Kernen im Remstal)) ist eine deutsche Politikerin (SPD).

## Leben
Schlegel absolvierte an der Evangelischen Fachhochschule Ludwigsburg eine Ausbildung zur Evangelischen Religionspädagogin und Diakonin. In Stuttgart war sie als Diakonin und Religionslehrerin tätig. In den Jahren 1992 bis 1997 studierte sie an der Universität Stuttgart Linguistik und Soziologie, im Jahr 2004 promovierte sie an der Universität Mannheim im Fach Linguistik mit einer Dissertation zum Thema Tempora in der gesprochenen Sprache. Sie war Referentin beim Türkischen Generalkonsulat in Stuttgart, Dozentin an mehreren Hochschulen, sowie ab 2006 Mitarbeiterin von Frank Mentrup. Daneben ist sie seit 2008 ehrenamtlich als Prädikantin sowie seit 2010 als Vorsitzende des Sportkreises Mosbach e. V. tätig. Schlegel ist Mitglied im Beirat des von ihr 1992 mitbegründeten Betreuungsvereines Stuttgart-Filder e. V.

## Politik
Dorothee Schlegel gehört seit 2001 der SPD an. In Billigheim, wo sie inzwischen mit ihrem Mann wohnt, kandidierte sie im Jahr 2009 um das Amt des Bürgermeisters, lag aber mit 37,9 % im 2. Wahlgang hinter dem Amtsinhaber Reinhold Berberich (43,6 %). Auch bei der Bürgermeisterwahl 2010 im benachbarten Neckargerach war sie im 2. Wahlgang mit 45,4 % der Stimmen Zweitplatzierte hinter dem CDU-Kandidaten Norman Link (54,1 %).
Seit 2009 gehört sie dem Kreistag des Neckar-Odenwald-Kreises an.
Bei den Bundestagswahlen 2013 und 2017 kandidierte sie im Wahlkreis Odenwald – Tauber sowie auf der baden-württembergischen Landesliste der SPD. Während sie im Wahlkreis jeweils dem CDU-Kandidaten Alois Gerig unterlag, gelang ihr im Jahr 2013 über die Landesliste der Einzug in den Bundestag. Dort gehörte sie dem Ausschuss für Familie, Senioren, Frauen und Jugend sowie dem Ausschuss für die Angelegenheiten der Europäischen Union an. Im Jahr 2017 reichte ihr Listenplatz hingegen nicht für einen Wiedereinzug in das Parlament.
Schlegel trat 2021 zur Landtagswahl in Baden-Württemberg im Wahlkreis Neckar-Odenwald an, verfehlte jedoch den Einzug in den Landtag.

## Veröffentlichungen
- Alles hat seine Zeiten. Zeiten zu sprechen – Zeiten zu schreiben. 2004, ISBN 3-631-53107-9 (zugl. Diss. Univ. Mannheim 2004).